# Iglesia de Nuestra Señora de los Remedios (Manila)

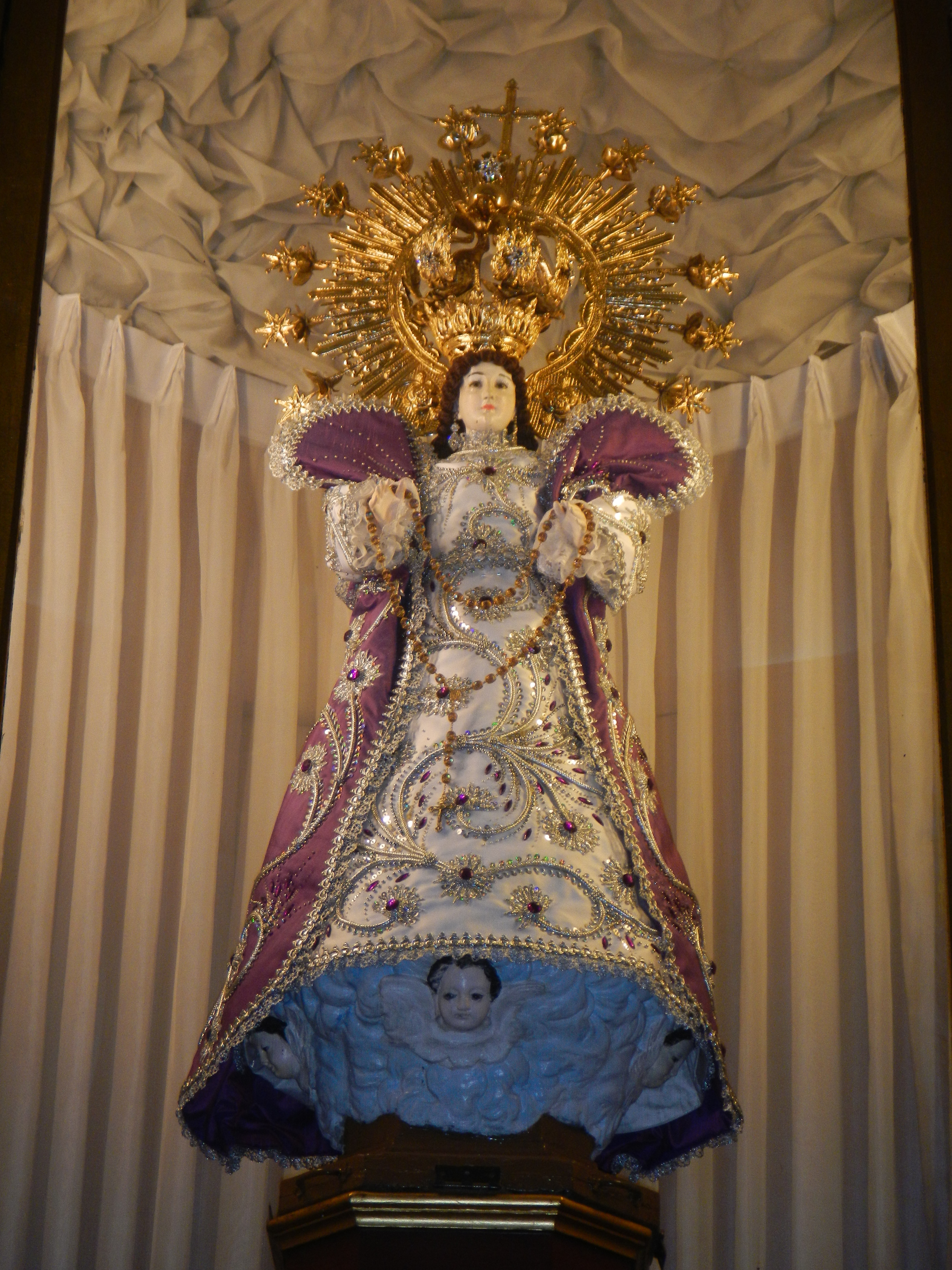
Nuestra Señora de los Remedios, la patrona de los partos

La Iglesia de Nuestra Señora de los Remedios es una iglesia católica de la ciudad de Manila, la capital del país asiático de las Filipinas. Es un edificio de estilo barroco, con vistas al parque Rajah Sulaiman y más allá de la bahía de Manila. La iglesia está dedicada a Nuestra Señora de los Remedios, la patrona de los partos. Una estatua venerada de la Virgen María en su papel de Nuestra Señora de los Remedios fue traída desde España en 1624 y se sitúa en el altar.
La iglesia fue construida originalmente en el siglo XVI por los frailes agustinos y es una de las más antiguas iglesias de Manila fuera de Intramuros. Los soldados británicos se refugiaron en la iglesia durante su ocupación de las Filipinas y su ataque en Intramuros en 1762-63; hubo que hacer después reparaciones. La iglesia fue destruida por un tifón en 1868 y luego reconstruida. También quedó gravemente dañada en la Segunda Guerra Mundial, y más tarde restaurada de nuevo.